# Gauche unie (Galice)
Pour les articles homonymes, voir Gauche unie.
Gauche unie (en galicien : Esquerda Unida et en espagnol : Izquierda Unida, abrégé en EU) est la fédération de Galice du parti politique espagnol Gauche unie. Elle détient cinq députés au Parlement de Galice en 2012.

## Coordinateurs généraux
- 1986-1997 : Anxo Guerreiro
- 1998-2000 : Manuel Peña-Rey
- 2000-2002 : Carlos Dafonte
- 2003-2004 : Pilar Díaz
- 2004-2005 : Commission de gestion
- 2005-2017 : Yolanda Díaz
- 2017- en cours : Eva Solla

## Résultats électoraux

### Cortes
| Année   | Congrès des députés         | Congrès des députés         | Congrès des députés         | Congrès des députés | Sénat  | Gouvernement                                                  |
| Année   | Voix                        | %                           | Rang                        | Sièges              | Sénat  | Gouvernement                                                  |
| ------- | --------------------------- | --------------------------- | --------------------------- | ------------------- | ------ | ------------------------------------------------------------- |
| 1986    | 14 614                      | 1,14                        |                             | 0 / 27              | 0 / 16 | Opposition                                                    |
| 1989    | 43 645                      | 3,28                        |                             | 0 / 27              | 0 / 16 | Opposition                                                    |
| 1993    | 74 605                      | 4,71                        |                             | 0 / 26              | 0 / 16 | Opposition                                                    |
| 1996    | 62 253                      | 3,63                        |                             | 0 / 25              | 0 / 16 | Opposition                                                    |
| 2000    | 21 127                      | 1,28                        |                             | 0 / 25              | 0 / 16 | Opposition                                                    |
| 2004    | 31 908                      | 1,74                        |                             | 0 / 24              | 0 / 16 | Opposition                                                    |
| 2008    | 25 308                      | 1,37                        |                             | 0 / 23              | 0 / 16 | Opposition                                                    |
| 2011    | 67 182                      | 4,12                        |                             | 0 / 23              | 0 / 16 | Opposition                                                    |
| 2015    | au sein de En Marea         | au sein de En Marea         | au sein de En Marea         | 1 / 23              | 1 / 16 | Pas de gouvernement                                           |
| 2016    | au sein de En Marea         | au sein de En Marea         | au sein de En Marea         | 1 / 23              | 1 / 16 | Opposition (2016-18) ; soutien sans participation (2018-2019) |
| 04/2019 | au sein de Galicia en Común | au sein de Galicia en Común | au sein de Galicia en Común | 1 / 23              | 0 / 16 | Pas de gouvernement                                           |
| 11/2019 | au sein de Galicia en Común | au sein de Galicia en Común | au sein de Galicia en Común | 1 / 23              | 0 / 16 | Sánchez II                                                    |
| 2023    | au sein de Sumar            | au sein de Sumar            | au sein de Sumar            | 0 / 23              | 0 / 16 | Extra-parlementaire                                           |

### Parlement de Galice
| Année | Voix                | %                   | Rang                | Sièges | Junte               |
| ----- | ------------------- | ------------------- | ------------------- | ------ | ------------------- |
| 1989  | 19 774              | 1,49                | 7e                  | 0 / 75 | Opposition          |
| 1993  | 44 902              | 3,09                | 4e                  | 0 / 75 | Opposition          |
| 1997  | 13 964              | 0,88                | 4e                  | 0 / 75 | Opposition          |
| 2001  | 10 431              | 0,68                | 4e                  | 0 / 75 | Opposition          |
| 2005  | 12 418              | 0,74                | 4e                  | 0 / 75 | Opposition          |
| 2009  | 16 441              | 0,99                | 6e                  | 0 / 75 | Opposition          |
| 2012  | au sein de AGE      | au sein de AGE      | au sein de AGE      | 5 / 75 | Opposition          |
| 2016  | au sein de En Marea | au sein de En Marea | au sein de En Marea | 3 / 75 | Opposition          |
| 2020  | au sein de GeC      | au sein de GeC      | au sein de GeC      | 0 / 75 | Extra-parlementaire |

### Parlement européen
| Année | Voix            | %               | Rang            | Sièges | Groupe  |
| ----- | --------------- | --------------- | --------------- | ------ | ------- |
| 2014  | au sein de l'IU | au sein de l'IU | au sein de l'IU | 0 / 54 | GUE/NGL |